# Râul Valea Rea, Jaleș
- Pentru alte râuri omonime, vedeți pagina de dezambiguizare Valea Rea.

Râul Valea Rea este un curs de apă, afluent al râului Jaleș (Sohodol). 

## Hărți
- Harta munții Vâlcan  Arhivat în 15 iunie 2011, la Wayback Machine.